# Dietrich Roache
Dietrich Peter Roache (6 de julho de 2001) é um jogador de rugby australiano, que joga na posição de back.

## Carreira
Nascido de ascendência samoana de seu pai, Roache inicialmente jogou rugby league em sua escola, Patrician Brothers' College, Fairfield. Enquanto estava lá, ele fez parte do time de rugby league Patrician Brothers que venceu a NRL Schoolboy Cup. Roache é católico romano.
Embora seu pai e tio tenham jogado rúgbi pelo antigo Parramatta Two Blues, Roache não começou a jogar rúgbi de clube até 2018. Isso aconteceu depois de ganhar um ingresso grátis para o Sydney Sevens em 2018. Ele ganhou a reputação de jogador rápido, sendo capaz de correr um tempo de 4,59 segundos em 40 metros. Isso correspondeu ao tempo de Trae Williams, que perdeu a seleção para a equipe olímpica australiana para os Jogos Olímpicos de 2020 como resultado. Ele foi selecionado para a equipe júnior sub-18 do New South Wales Waratahs e parte de seu programa de desenvolvimento. Em 2019, ele jogou pela Austrália no World Rugby School Sevens e um ano depois foi contratado pela Rugby Australia para seu programa sevens.
Em 2021, quando foi selecionado para a seleção australiana de rúgbi sevens para o torneio de rúgbi sevens das Olimpíadas de 2020, ele era o membro mais jovem da equipe e recebeu a responsabilidade de cuidar do mascote da equipe, Wally. Isso aconteceu depois de Henry Hutchison nas Olimpíadas de Verão de 2016, onde Wally foi sequestrado por jogadores da seleção sueca feminina de futebol por 24 horas.
Roache competiu pela Austrália na Copa do Mundo de Rúgbi Sevens de 2022 na Cidade do Cabo. Em 2024, ele foi convocado para a equipe australiana de sevens para as Olimpíadas de Verão em Paris.